# Туркменистан на Светском првенству у атлетици у дворани
Туркменистан је као самостална земља дебитовао на 5. Светском првенству у атлетици у дворани 1995. одржаном у Барселони од 10. до 12. марта. До овог првенства, атлетичари Туркменистана су учествовали на неким од ранијих такмичења у саставу репрезентације СССР.
Закључно са 17. Светским првенством 2018. у Бирмингему, атлетичари Туркменистана су учествовали на 10.
На светским првенствима у дворани Туркменистан није освајао медаље, тако да се после Светског првенства 2018. налази у групи земаља иза 84. места земаља учесница. Исто тако преставници Туркменистана нису освајали бодове на табели успешности (нису заузели једно од првих 8 места односно учествовали у финалу неке од дисциплина).
| Место | СП у дворани |   |   |   |   |
| =<84  | Туркменистан | 0 | 0 | 0 | 0 |

## Освајачи медаља на светским првенствима у дворани
Нису освајане медаље.

## Учешће и освојене медаље Туркменистана на светским првенствима у дворани
| Учешће и освојене медаље Туркменистана на СП | Учешће и освојене медаље Туркменистана на СП | Учешће и освојене медаље Туркменистана на СП | Учешће и освојене медаље Туркменистана на СП | Учешће и освојене медаље Туркменистана на СП | Учешће и освојене медаље Туркменистана на СП | Учешће и освојене медаље Туркменистана на СП | Учешће и освојене медаље Туркменистана на СП | Учешће и освојене медаље Туркменистана на СП | Учешће и освојене медаље Туркменистана на СП | Учешће и освојене медаље Туркменистана на СП | Учешће и освојене медаље Туркменистана на СП | Учешће и освојене медаље Туркменистана на СП | Учешће и освојене медаље Туркменистана на СП | Учешће и освојене медаље Туркменистана на СП | Учешће и освојене медаље Туркменистана на СП | Учешће и освојене медаље Туркменистана на СП | Учешће и освојене медаље Туркменистана на СП |
| СП                                           | Учесника                                     | Муш.                                         | Жене                                         | дисц.                                        |                                              |                                              |                                              |                                              | Пласман                                      | 4.М                                          | 5.М                                          | 6.М                                          | 7.М                                          | 8.М                                          | УК фин.                                      | Пл. ТУ                                       | Детаљи                                       |
| -------------------------------------------- | -------------------------------------------- | -------------------------------------------- | -------------------------------------------- | -------------------------------------------- | -------------------------------------------- | -------------------------------------------- | -------------------------------------------- | -------------------------------------------- | -------------------------------------------- | -------------------------------------------- | -------------------------------------------- | -------------------------------------------- | -------------------------------------------- | -------------------------------------------- | -------------------------------------------- | -------------------------------------------- | -------------------------------------------- |
| 1987 — 1991.                                 | Учествовао као део репрезентације СССР       | Учествовао као део репрезентације СССР       | Учествовао као део репрезентације СССР       | Учествовао као део репрезентације СССР       | Учествовао као део репрезентације СССР       | Учествовао као део репрезентације СССР       | Учествовао као део репрезентације СССР       | Учествовао као део репрезентације СССР       | Учествовао као део репрезентације СССР       | Учествовао као део репрезентације СССР       | Учествовао као део репрезентације СССР       | Учествовао као део репрезентације СССР       | Учествовао као део репрезентације СССР       | Учествовао као део репрезентације СССР       | Учествовао као део репрезентације СССР       | Учествовао као део репрезентације СССР       | Учествовао као део репрезентације СССР       |
| 1993. Торонто                                | Није учествовао                              | Није учествовао                              | Није учествовао                              | Није учествовао                              | Није учествовао                              | Није учествовао                              | Није учествовао                              | Није учествовао                              | Није учествовао                              | Није учествовао                              | Није учествовао                              | Није учествовао                              | Није учествовао                              | Није учествовао                              | Није учествовао                              | Није учествовао                              | Није учествовао                              |
| 1995. Барселона                              | 1                                            | 1                                            | 0                                            | 1                                            | 0                                            | 0                                            | 0                                            | 0                                            | -                                            | 0                                            | 0                                            | 0                                            | 0                                            | 0                                            | 0                                            | 0                                            | [ 1 ]                                        |
| 1997. Париз                                  | Није учествовао                              | Није учествовао                              | Није учествовао                              | Није учествовао                              | Није учествовао                              | Није учествовао                              | Није учествовао                              | Није учествовао                              | Није учествовао                              | Није учествовао                              | Није учествовао                              | Није учествовао                              | Није учествовао                              | Није учествовао                              | Није учествовао                              | Није учествовао                              | Није учествовао                              |
| 1999. Маебаши                                | 1                                            | 1                                            | 0                                            | 1                                            | 0                                            | 0                                            | 0                                            | 0                                            | -                                            | 0                                            | 0                                            | 0                                            | 0                                            | 0                                            | 0                                            | 0                                            | [ 2 ]                                        |
| 2001. Лисабон                                | 2                                            | 1                                            | 1                                            | 2                                            | 0                                            | 0                                            | 0                                            | 0                                            | -                                            | 0                                            | 0                                            | 0                                            | 0                                            | 0                                            | 0                                            | 0                                            | [ 3 ]                                        |
| 2003. Бирмингем                              | 1                                            | 1                                            | 0                                            | 1                                            | 0                                            | 0                                            | 0                                            | 0                                            | -                                            | 0                                            | 0                                            | 0                                            | 0                                            | 0                                            | 0                                            | 0                                            | [ 4 ]                                        |
| 2004. Будимпешта                             | 1                                            | 1                                            | 0                                            | 1                                            | 0                                            | 0                                            | 0                                            | 0                                            | -                                            | 0                                            | 0                                            | 0                                            | 0                                            | 0                                            | 0                                            | 0                                            | [ 5 ]                                        |
| 2006. Москва                                 | 1                                            | 0                                            | 1                                            | 1                                            | 0                                            | 0                                            | 0                                            | 0                                            | -                                            | 0                                            | 0                                            | 0                                            | 0                                            | 0                                            | 0                                            | 0                                            | [ 6 ]                                        |
| 2008. Валенсија                              | 1                                            | 0                                            | 1                                            | 1                                            | 0                                            | 0                                            | 0                                            | 0                                            | -                                            | 0                                            | 0                                            | 0                                            | 0                                            | 0                                            | 0                                            | 0                                            | [ 7 ]                                        |
| 2010. Доха                                   | 1                                            | 0                                            | 1                                            | 1                                            | 0                                            | 0                                            | 0                                            | 0                                            | -                                            | 0                                            | 0                                            | 0                                            | 0                                            | 0                                            | 0                                            | 0                                            | [ 8 ]                                        |
| 2012.Истанбул                                | 1                                            | 0                                            | 1                                            | 1                                            | 0                                            | 0                                            | 0                                            | 0                                            | -                                            | 0                                            | 0                                            | 0                                            | 0                                            | 0                                            | 0                                            | 0                                            | [ 9 ]                                        |
| 2014. Сопот                                  | Није учествовао                              | Није учествовао                              | Није учествовао                              | Није учествовао                              | Није учествовао                              | Није учествовао                              | Није учествовао                              | Није учествовао                              | Није учествовао                              | Није учествовао                              | Није учествовао                              | Није учествовао                              | Није учествовао                              | Није учествовао                              | Није учествовао                              | Није учествовао                              | Није учествовао                              |
| 2016. Портланд                               | 1                                            | 0                                            | 1                                            | 1                                            | 0                                            | 0                                            | 0                                            | 0                                            | -                                            | 0                                            | 0                                            | 0                                            | 0                                            | 0                                            | 0                                            | 0                                            | [ 10 ]                                       |
| 2018. Бирмингем                              | Није учествовао                              | Није учествовао                              | Није учествовао                              | Није учествовао                              | Није учествовао                              | Није учествовао                              | Није учествовао                              | Није учествовао                              | Није учествовао                              | Није учествовао                              | Није учествовао                              | Није учествовао                              | Није учествовао                              | Није учествовао                              | Није учествовао                              | Није учествовао                              | Није учествовао                              |
| Укупно 10 (17)                               | 11                                           | 5                                            | 6                                            |                                              | 0                                            | 0                                            | 0                                            | 0                                            | -                                            | 0                                            | 0                                            | 0                                            | 0                                            | 0                                            | 0                                            | 0                                            |                                              |

## Преглед учешћа спортиста Туркменистана и освојених медаља по дисциплинама на СП у дворани
Стање после СП 2018.
| Дисциплина   | Период | Период   | Укупно | Мушки | Жене |   |   |   |   |
| Дисциплина   | Прво   | Последње | Укупно | Мушки | Жене |   |   |   |   |
| ------------ | ------ | -------- | ------ | ----- | ---- | - | - | - | - |
| 60 м         | 2006   | 2016     | 2      | 0     | 2    | 0 | 0 | 0 | 0 |
| 200 м        | 2001   | 2001     | 1      | 0     | 1    | 0 | 0 | 0 | 0 |
| 800 м        | 2003   | 2004     | 1      | 1     | 0    | 0 | 0 | 0 | 0 |
| 60 м препоне | 1999   | 2001     | 1      | 1     | 0    | 0 | 0 | 0 | 0 |
| Скок удаљ    | 1995   | 1995     | 1      | 1     | 0    | 0 | 0 | 0 | 0 |
| Укупно (5)   |        |          | 6      | 3     | 3    |   | 0 | 0 | 0 |

Разлика у горње две табеле за 5 учесника (2 мушкараца и 3 жене) настала је у овој табели јер је сваки такмичар без обзира колико је пута учествовао на првенствима и у колико разних дисциплина на истом првенству, рачунат само једном.

## Национални рекорди постигнути на светским првенствима у дворани
| Дисцилина                    | Нови рекорд | Атлетича/ка             | Датум, Место           | Стари рекорд | Атлетича/ка | Датум, Место |
| ---------------------------- | ----------- | ----------------------- | ---------------------- | ------------ | ----------- | ------------ |
| Скок удаљ, м                 | 7,63        | Владимир Маљавин        | 10. 3. 1995. Барселона |              |             |              |
| Трка на 60 метара препоне, м | 8,47        | Baimourad Achirmouradov | 5. 3. 1999. Маебаши    |              |             |              |
| Трка на 200 метара, ж        | 24,68       | Алена Петрова           | 9. 3. 1999. Лисабон    |              |             |              |
| Трка на 800 метара, м        | 1:54,07     | Назар Беглијев          | 14. 3. 2003. Бирмингем |              |             |              |
| Трка на 60 метара, ж         | 7,72        | Валентина Назарова      | 7. 3. 2008. Валенсија  |              |             |              |

## Занимљивости
- Најмлађи учесник: Јелена Рјабова 19 год и 129 дана
- Најстарији учесник: Валентина Назарова 31 год и 172 дана
- Највише учешћа: Валентина Назарова 3 пута (2006, 2008, 2016)
- Најбоље пласирани атлетичар: Baimourad Achirmouradov 18. место (1994)
- Најбоље пласирана атлетичарка: Алена Петрова 17. место (2001)
- Прва медаља:
- Прва златна медаља: –
- Највише медаља:
- Најбољи пласман Туркменистана: